# 大霍尔巴赫
大霍尔巴赫是德国莱茵兰-普法尔茨州的一个市镇。总面积3.91平方公里，总人口976人，其中男性496人，女性480人（2011年12月31日），人口密度250人/平方公里。